# Турген (Акмолинская область)
Турген (каз. Түрген, до 2007 г. — Тургеневка) — село в Аршалынском районе Акмолинской области Казахстана. Административный центр сельского округа Турген. Код КАТО — 113447100.

## География
Село расположено на левом берегу реки Ишим, на расстоянии примерно 13 километров (по прямой) к юго-востоку от административного центра района — посёлка Аршалы.
Абсолютная высота — 427 метров над уровнем моря.
Климат холодно-умеренный, с хорошей влажностью. Среднегодовая температура воздуха положительная и составляет около +3,7°С. Среднемесячная температура воздуха в июле достигает +19,8°С. Среднемесячная температура января составляет около -14,6°С. Среднегодовое количество осадков составляет около 420 мм. Основная часть осадков выпадает в период с июня по июль.
Ближайшие населённые пункты: село Красное Озеро — на северо-востоке, село Актасты — на западе, село Родники — на севере, станция Анар — на юго-востоке.
Западнее села проходит автодорога республиканского значения — М-36 «Граница РФ (на Екатеринбург) — Алматы, через города Костанай, Астана, Караганда».

## Население
В 1989 году население села составляло 1176 человек (из них русские — 49%).
В 1999 году население села составляло 981 человек (476 мужчин и 505 женщин). По данным переписи 2009 года, в селе проживали 833 человека (399 мужчин и 434 женщины).
| Численность населения | Численность населения | Численность населения |
| 1989                  | 1999                  | 2009                  |
| --------------------- | --------------------- | --------------------- |
| 1176                  | ↘981                  | ↘833                  |

## Улицы[7]
- ул. Береке
- ул. Достык
- ул. Енбек
- ул. Есиль
- ул. Жастар
- ул. Женис